# Terry Thomas
Terry Thomas (născut Thomas Terry Hoar-Stevens; n. 10 iulie 1911, Greater London, Anglia, Regatul Unit al Marii Britanii și Irlandei – d. 8 ianuarie 1990, Godalming, Anglia, Regatul Unit) a fost un actor englez de film.